# Monochamus latefasciatus
Monochamus latefasciatus es una especie de escarabajo longicornio del género Monochamus, familia Cerambycidae. Fue descrita científicamente por Breuning en 1944.
Esta especie se encuentra en Vietnam.